# Alimadetli (Agdam)
Alimadetli est un village de la région d'Agdam en Azerbaïdjan.

## Histoire
En 1992-2020, Alimadetli était sous le contrôle des forces armées arméniennes. Le 20 novembre 2020, la région d'Agdam, y compris le village d'Alimadetli a été rétrocédée à l'Azerbaïdjan  conformément aux termes de la Déclaration tripartite du 10 novembre 2020, signée par les présidents azerbaïdjanais et russe et le premier ministre arménien.

## Économie
La principale occupation de la population est l'élevage et l'agriculture.

## Éducation
Il y a une bibliothèque, une école secondaire, une école maternelle et une école professionnelle dans le village.

## Culture
Il y a un club, un poste médical, un service de communication et divers équipements commerciaux et de restauration.

## Population
Selon les statistiques de 2006, la population du village est de 1069 personnes.